# Museu de Arte Nasher

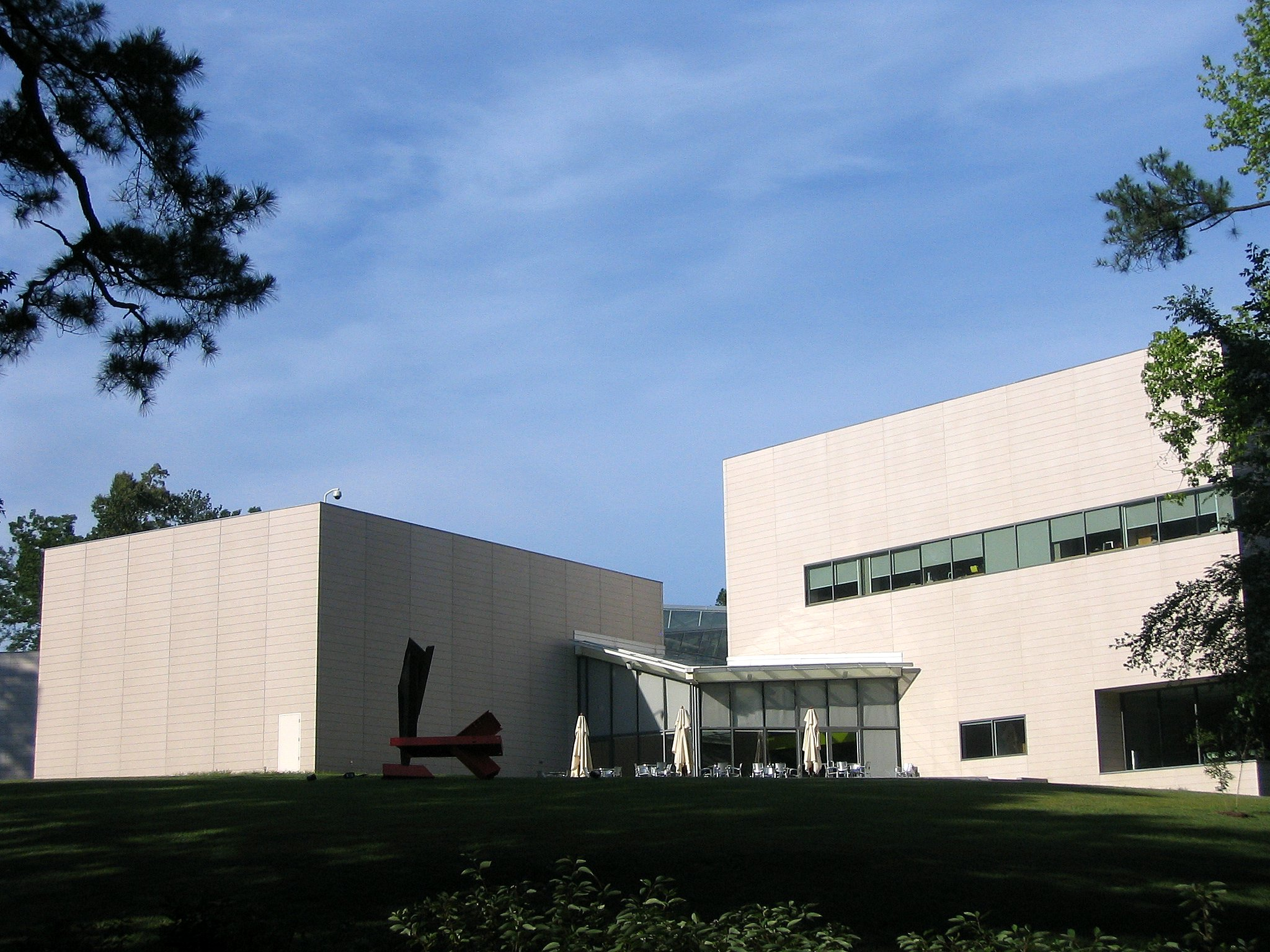
Museu de Arte Nasher em Durham, Estados Unidos.

O Museu de Arte Nasher (anteriormente Duke University Museum of Art) é o museu de arte da Duke University e está localizado no campus da Duke em Durham, Carolina do Norte, Estados Unidos. O Nasher, junto com o Hood Museum of Art de Dartmouth e o Art Museum de Princeton, foi reconhecido como um lugar que "eleva a fasquia cultural" nos campi universitários. O museu está aberto todos os dias das  10:00 a.m. às 5:00 p.m. exceto segunda-feira.